# Jack Ketch

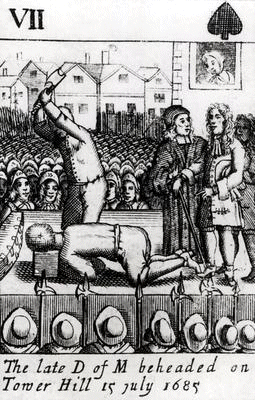
Jack Ketch ścina toporem księcia Monmouth Jamesa Scotta, 15 lipca 1685 roku na Tower Hill w Londynie

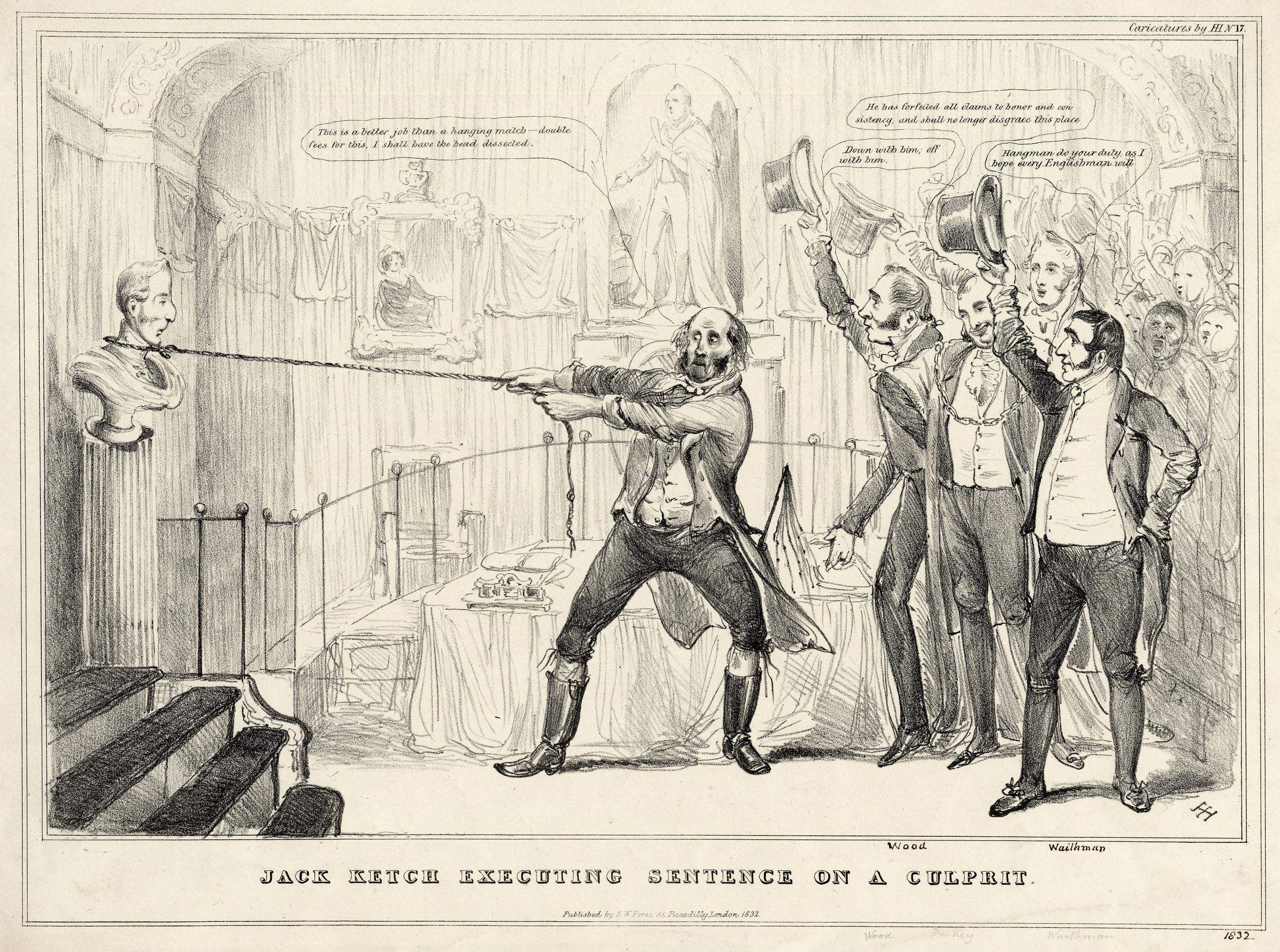
Karykatura przedstawiająca Jacka Ketcha dopingowanego przez tłum, który wykonuje wyrok na winowajcy

John Ketch, znany jako Jack Ketch (ur. ?, zm. 1686) – siedemnastowieczny angielski kat, znany z nieudolnie wykonywanych przez siebie egzekucji.

## Życiorys
Nie wiadomo, gdzie i kiedy urodził się Ketch, ale z historycznych zapisów wynika, że został mianowany miejskim katem około 1663 roku. W 1678 roku, gdy pojawiła się o nim pierwsza publiczna wzmianka w angielskiej prasie, był jednym z dwóch lub trzech oficjalnych katów w Londynie, mając już wtedy reputację nieudolnego, z powodu zbyt krótkich sznurów do wieszania lub zbyt wielu uderzeń toporem celem ścięcia skazanego.
W ówczesnej Anglii wielkim wydarzeniem dla każdego kata było wykonanie kary śmierci na członku rodziny królewskiej lub szlachcicu. Pierwszą „szlachecką” egzekucją Jacka Ketcha było ścięcie przez niego Williama Russella, Lorda Russella na szafocie w londyńskim Lincoln’s Inn Fields 21 lipca 1683 roku. Ketch zadał trzy ciosy toporem, które tylko zraniły Russella i dopiero piłowanie siekierą spowodowało odcięcie głowy. Ostatecznie Lord Russell zginął, ale opinia publiczna zwróciła się przeciwko Ketchowi, którego oskarżono o okrucieństwo i nieludzkie traktowanie skazanych. Kat został zmuszony do opublikowania broszury pod koniec tego samego roku, w której bronił swoich działań stwierdzając, że podczas egzekucji nie był pijany i nie miał na celu zadawania nieskutecznych ciosów, aby spowodować niepotrzebne cierpienie swojej ofiary. 
Jack Ketch „specjalizował się” nie tylko w egzekucjach, ale także wykonywał karę chłosty. Jego najsłynniejszą ofiarą był Titus Oates, rozgłaszający nieprawdziwe wiadomości o „spisku papistów”, który w maju 1685 roku został wychłostany przez Ketcha z największą surowością. Dwa miesiące po wychłostaniu Oatesa Ketch otrzymał najbardziej znane zlecenie egzekucyjne – ścięcie księcia Monmouth Jamesa Scotta na londyńskim Tower Hill, który został skazany na śmierć przez króla Jakuba II Stuarta za próbę przejęcia tronu dla siebie. Pomimo tego, że Ketch rąbał szyję osiem razy, książę nadal żył, więc miejscowy szeryf wyciągnął nóż rzeźnicki i przeciął ostatnie pozostałe ścięgna i chrząstki, w końcu odcinając Scottowi głowę.
Egzekucja księcia Monmouth była ostatnią poważną egzekucją Jacka Ketcha. W styczniu 1686 roku trafił do więzienia Bridewell za „obrazę” szeryfa. Zastępca Ketcha, Paskah Rose, były rzeźnik, zajął jego miejsce, ale 28 maja, po skazaniu za rabunek, Rose został powieszony w Tyburn, a Ketch został przywrócony na stanowisko miejskiego kata. Zmarł w listopadzie 1686 roku.
Zamiłowanie Jacka Ketcha do okrucieństwa zapewniło mu miejsce w angielskim slangu na wieki; aż do końca XIX wieku katów nadal nazywano „Ketch” lub „Jack Ketch”.